# Husby Sogn (Middelfart Kommune)
 For alternative betydninger, se Husby Sogn. (Se også artikler, som begynder med Husby Sogn)
Husby Sogn er et sogn i Middelfart Provsti (Fyens Stift).
I 1800-tallet hørte Husby Sogn til Vends Herred i Odense Amt. Husby sognekommune blev ved kommunalreformen i 1970 indlemmet i Ejby Kommune, som ved strukturreformen i 2007 indgik i Middelfart Kommune.
I Husby Sogn ligger Husby Kirke.
I sognet findes følgende autoriserede stednavne:
- Bodilsdræt (bebyggelse)
- Eskør (bebyggelse, ejerlav)
- Gammelhuse (bebyggelse)
- Holmehuse (bebyggelse)
- Husby (bebyggelse, ejerlav)
- Hygind (bebyggelse, ejerlav)
- Hygind Torp (ejerlav, landbrugsejendom)
- Kalvehavehuse (bebyggelse)
- Kongeskov (areal)
- Nyhuse (bebyggelse)
- Sibirien (bebyggelse)
- Storskov (areal)
- Sønder Åby (bebyggelse, ejerlav)
- Tybrind Vig (vandareal)
- Wedellsborg (ejerlav, landbrugsejendom)
- Wedellsborg Hoved (areal)